# Eiam Harssarungsri
Eiam Harssarungsri (taj. เอี่ยม หัสสรังสี; ur. 15 lipca 1939) – tajski judoka. Olimpijczyk z Tokio 1964, gdzie zajął dziewiąte miejsce w wadze lekkiej.

## Letnie Igrzyska Olimpijskie 1964
| Konkurencja | Eliminacje               | Eliminacje              | Klas. końcowa |
| Konkurencja | Przeciwnik I             | Przeciwnik II           | Miejsce       |
| ----------- | ------------------------ | ----------------------- | ------------- |
| 68 kg       | Ārons Bogoļubovs (URS) P | Nguyễn Văn Bình (VIE) Z | 9.            |